# Typ 92 Jū-Sōkōsha
Der Typ 92 Jū Sōkōsha (japanisch 九二式重装甲車 Kyū-ni-shiki jūsōkōsha, deutsch ‚Typ 92 Schwerer Panzerwagen‘) war eine japanische Tankette im Zweiten Japanisch-Chinesischen Krieg und im Zweiten Weltkrieg, die ab 1932 entwickelt wurde (Kōki 2592, daher die Typbezeichnung) und von 1933 bis 1940 vom Kaiserlich Japanischen Heer eingesetzt wurde.

## Geschichte
Nach dem Ersten Weltkrieg erkannte das japanische Heer die Notwendigkeit, zur Unterstützung seiner Infanterie gepanzerte Fahrzeuge einzusetzen. Nachdem während des Ersten Weltkrieges die Kavallerie auf dem europäischen Kriegsschauplatz keine entscheidende Rolle mehr gespielt hatte, war auch die Führung der japanischen Kavallerie zu der Erkenntnis gelangt, dass das Zeitalter der berittenen Einheiten im Gefecht vorbei war. Sie wollte deswegen ihre Einheiten mit gepanzerten Fahrzeugen ausrüsten und begutachtete den Typ 89 I-Gō, dessen Höchstgeschwindigkeit von 24 km/h für Aufklärungsmissionen der Kavallerie zu langsam war. Die britische Carden-Loyd Tankette schien am besten für die Aufgabe geeignet, woraufhin einige für die Erprobung erworben wurden. Der daraus resultierende Entwurf war unter anderem ein Amphibienpanzer, der die Bezeichnung Typ 92 A-I-Gō oder AMP trug. Doch die Straßen- und Geländegängigkeit des Typs 92 A-I-Gō war bei Versuchen so ungenügend, dass sich zu einem konventionelleren Design entschlossen wurde. Darauf wurden die Ishikawajima-Motorenwerke (heute Isuzu) mit dem Design eines passenden Fahrzeugs beauftragt. Das Ergebnis war der Typ 92, der als Zusatz schwerer Panzerwagen und nicht Panzer oder Tankette erhielt. Hintergrund war, dass für die Kavallerieeinheiten Panzer nicht vorgesehen waren, sondern ausschließlich gepanzerte Fahrzeuge bzw. Panzerwagen. Der Typ 92 hatte ein Gewicht von lediglich 3,5 Tonnen, was unter anderem auf seine geringe Panzerung von 6 mm zurückzuführen war.

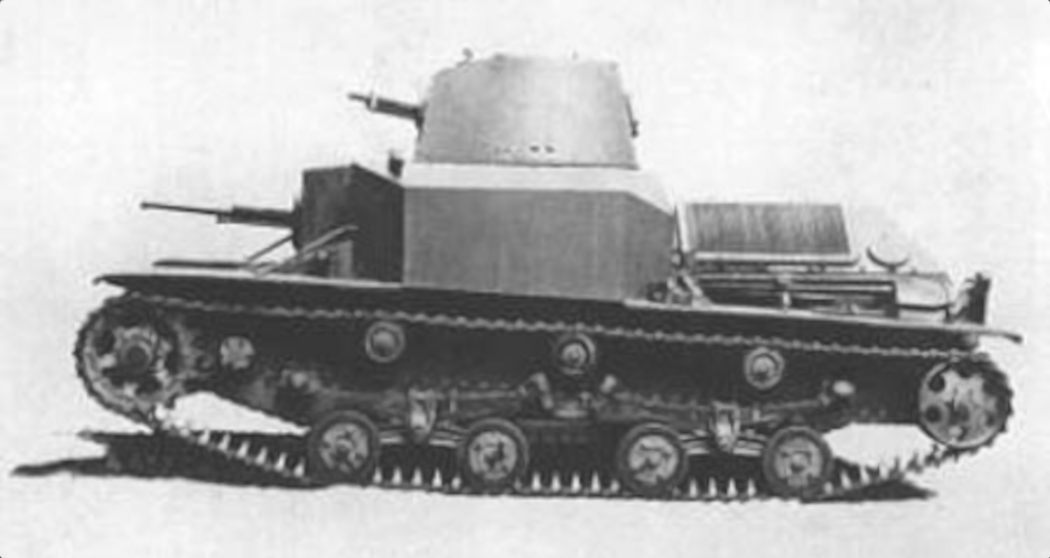
Früher Prototyp des Typ 92 Schweren Panzerfahrzeugs mit zwei Laufrollenpaaren und schwerem Maschinengewehr im eckigen Bugerker

Das Design war für seine Aufgaben (bewaffnete Aufklärung) ausreichend, aber schlechte Verarbeitung der Schweißnähte und schlechte Kampfeigenschaften ließen das Fahrzeug keinen guten Ruf genießen. Die Probleme bei der Panzerung rührten daher, dass sich mit der 1932 verwendeten Schweißmethode bei dünnen Panzerplatten die verwendeten Stahlsorten Walz- und Gussstahl nicht richtig verbinden ließen und es so immer wieder zu Rissen in den Schweißnähten kam. Die Radaufhängung wurde bereits in der Prototypphase überarbeitet, da der Druck der zunächst vier kleinen Laufrollen mit Blattfederung nicht ausreichte, um eine ausreichende Kettenspannung zu ermöglichen. Daher wurde ein drittes Laufrollenpaar an einem Blattfederpaket je Seite hinzugefügt. 1935 erfolgte im Rahmen der Standardisierung der Laufwerkselemente mit denen der Typ 94 TK Tankette eine weitere Überarbeitung unter Verwendung einer modifizierten Blattfederung und größerer Laufrollen.
Obwohl der Typ 92 während des Zweiten Japanisch-Chinesischen Krieges dringend benötigt und auch oft eingesetzt wurde, konnten zwischen 1932 und 1939 nur 167 Stück gebaut werden. Davon, dass das Fahrzeug (wie in westlicher Literatur teilweise angegeben) als gescheitertes Projekt bewertet wurde, wird in zeitgenössischen und modernen japanischen Dokumente nicht hingewiesen. Die für japanische Verhältnisse damals hohe Stückzahl spricht auch eher dagegen. In jedem Fall war der Kampfwert höher als bei den zuvor oft verwendeten Radpanzerwagen, die weitestgehend an Straßen gebunden waren.
| Herstellungszahlen des Typ 92 Jū-Sōkōsha | Herstellungszahlen des Typ 92 Jū-Sōkōsha | Herstellungszahlen des Typ 92 Jū-Sōkōsha | Herstellungszahlen des Typ 92 Jū-Sōkōsha | Herstellungszahlen des Typ 92 Jū-Sōkōsha | Herstellungszahlen des Typ 92 Jū-Sōkōsha |
| ---------------------------------------- | ---------------------------------------- | ---------------------------------------- | ---------------------------------------- | ---------------------------------------- | ---------------------------------------- |
| Jahr                                     | 1933                                     | 1934                                     | 1935                                     | 1936                                     | Insgesamt                                |
| Stückzahl                                | 42                                       | 49                                       | 44                                       | 32                                       | 167                                      |

## Einsätze

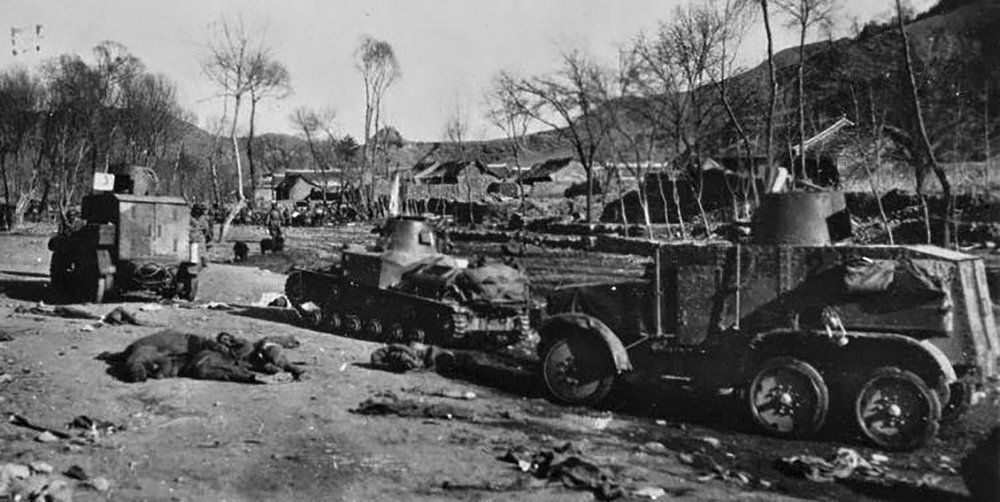
Typ 92 Schwerer Panzerwagen und zwei Chiyoda-Radpanzerwagen im Einsatz in China in etwa 1935

Organisatorisch waren die Fahrzeuge in zwei Panzerwagenkompanien mit je sieben Fahrzeugen (zwei Züge zu drei Fahrzeugen und das Kommandeursfahrzeug) in die (meist zunächst noch als Kavallerieeinheiten aufgestellten) Aufklärungsregimenter der Infanteriedivisionen eingegliedert. Erste Einsätze des Schweren Panzerwagens erfolgten innerhalb der Kwantung- und der Chōsen-Armee. Der erste Kampfeinsatz erfolgte 1933. Damals nahmen während der Schlacht von Rehe unter anderem zwei Typ 92 und elf Typ 89 I-Gō der 8. Division teil. Da der Panzerkampf nicht Aufgabe der Fahrzeuge war, war die Bewaffnung im Hinblick auf die Aufgaben zeitgemäß. Die Panzerung war ausreichend gegen normale Infanteriemunition. Hartkernmunition durchschlug diese jedoch, insbesondere an den Seiten. Auch die geringe Geschwindigkeit im Gelände überzeugte nicht. Schließlich wurden die Typ 92 ab 1937 nach und nach durch Typ 97 Te-Ke Tanketten ersetzt. Die noch einsatzfähigen Fahrzeuge wurden in der Fahrerausbildung verbraucht und dann verschrottet. Von einer Verwendung nach 1942, wie in verschiedenen Quellen angegeben, liegen keine Nachweise vor. Bei dem von den Australiern 1945 im Pazifik vermeintlich erbeuteten Fahrzeug handelt es sich tatsächlich um eine späte Ausführung der Typ 94 tk Tankette und nicht um einen Typ 92 Schweren Panzerwagen.

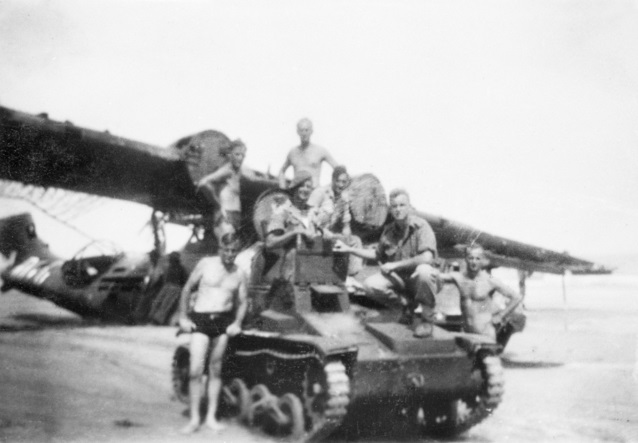
Typ 94 tk Tankette aus später Produktion

## Technik

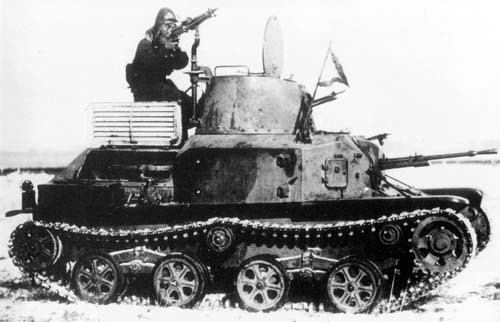
Typ 92 Schwerer Panzerwagen mit Flugabwehr-Maschinengewehr am Turm und später Radaufhängung

Das Design des Typs 92 orientierte sich an der Carden-Loyd Tankette mit Getriebe vorn, Kampfraum mittig und Motorraum hinten. Im Gegensatz zu anderen Tanketten dieser Zeit war der Typ 92 groß genug, um einen Turm und drei Mann Besatzung aufzunehmen. Damit stellte er eine Mischung aus Tankette und leichtem Panzer dar. Die Tatsache, dass die japanischen Besatzungen eine geringe Körpergröße hatten, ermöglichte eine kompakte Designform. Beim Bau des Typ 92 wurde weltweit zum ersten Mal die Elektroschweißtechnik während einer Serienproduktion eingesetzt. Die Motorisierung bestand aus einem luftgekühlten Ishikawajima Sumida C6 6-Zylinder Benzinmotor, der unter Mitsubishi-Lizenz gebaut wurde, und im hinteren Teil des Fahrzeugs untergebracht war.
Die Aufhängung der Laufrollen basierte auf am Rumpf verschraubten Blattfederpaketen. Das Laufwerk ruhte anfangs pro Seite auf zwei Aufhängungen für jeweils ein Laufrollenpaar aus Stahlscheiben mit Hartgummiauflagen, die die Masse des Fahrzeugs auf die Kettenauflagelänge verteilten. Die Kette wurde über das vordere Antriebsrad, welches über ein Lenkgetriebe die Leistung erhielt, angetrieben. Die Umlenk- und Spannräder befanden sich am Heck. Verschiedene Prototypentests zeigte, dass der Typ 92 bei schneller Fahrt und Richtungsänderung schnell die Kette verlor und so wurde die Radaufhängung um ein drittes Laufrollenpaar je Seite erweitert. Ab 1935 wurde ein neues Laufwerk mit Elementen des Laufwerkes der Typ 94 TK Tankette entwickelt. Neben einem verstärkten Blattfederpaket wurden wieder nur zwei, allerdings größere, Laufrollenpaare eingebaut. Die Laufrollen selbst waren nun zur Gewichtseinsparung als Speichenräder mit jeweils sechs Speichen ausgeführt.

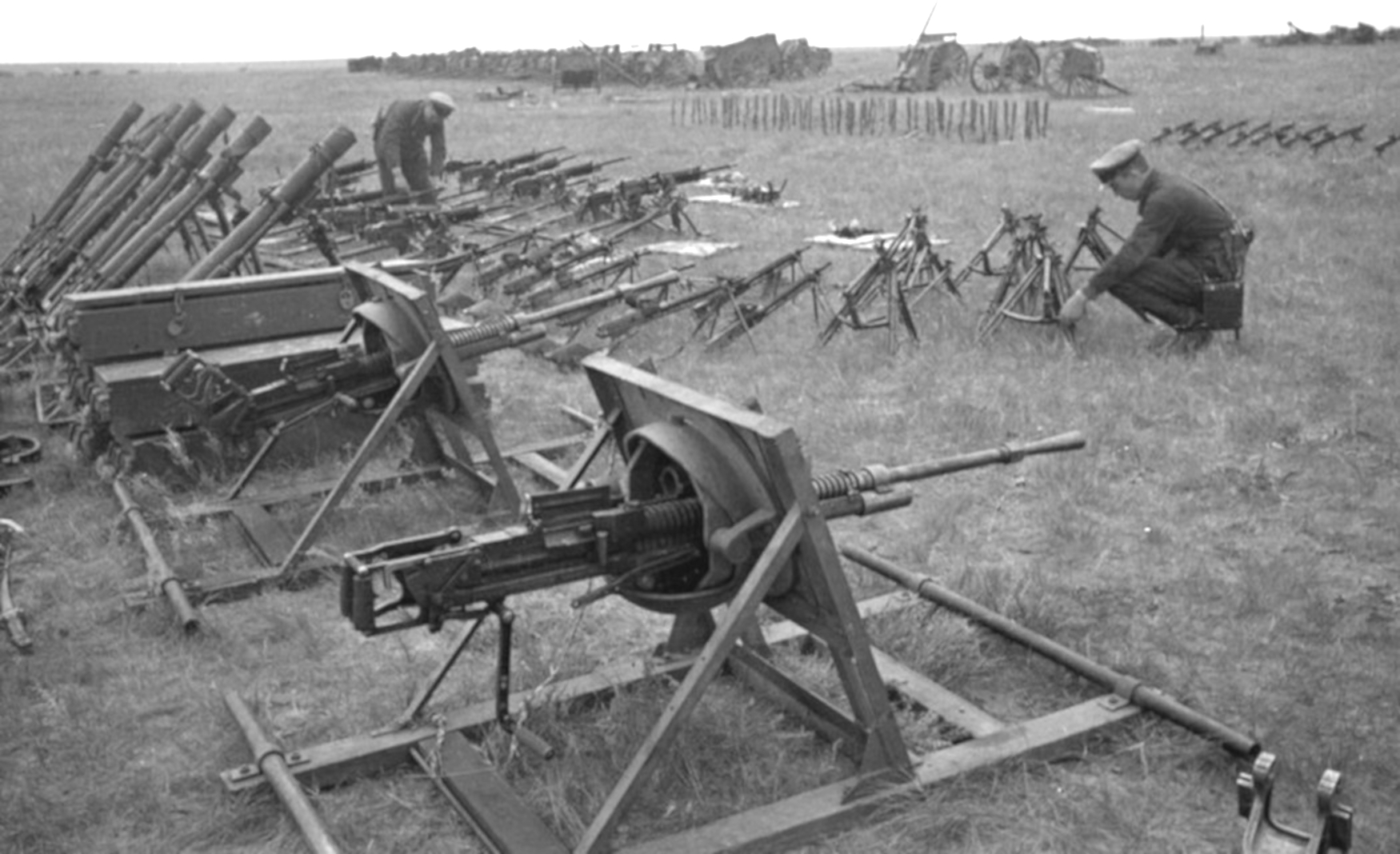
Aus Typ 92 Panzerwagen ausgebaute Typ 92 13,2-mm-Maschinengewehre, die mit den vorderen Panzerplatten auf ein transportfähiges Gestell für den Erdkampf gesetzt wurden. Szene aus einer russischen Beutelagerstelle aus der Zeit nach dem Kampf um Khalkin Gol 1939

Wie bei anderen frühen japanischen Panzerfahrzeugen saß der Fahrer auf der linken Seite. Rechts war ein rechteckiger Waffenerker mit zunächst vertikaler, Frontpanzerung eingebaut. Diese wurde noch vor Beginn der Serienfertigung so abgeändert, dass der obere Teil abgerundet wurde. Im Erker konnte eine spezielle Lafette mit großem Höhenrichtbereich für die Flugabwehr verwendet werden. Dies war jedoch aufgrund des mangelhaften Seitenrichtbereichs nicht sehr erfolgreich, so dass spätere Fahrzeuge eine Halterung für ein Maschinengewehr zur Flugabwehr auf dem Drehturm erhielten. Ein solcher stand als zweite Waffenstation auf dem Mittelteil des Fahrzeugs zur Verfügung. Die Waffen waren jeweils in einer Blende eingebaut, die den Auslass der Waffe aus dem Fahrzeug schützten. Die Bewaffnung bestand zunächst aus einem Typ 91 6,5-mm-Bordmaschinengewehr im Turm und einem Typ 92 13,2-mm-Schweren-Maschinengewehr im Bug. Letzteres wurde jedoch vor allem aufgrund eines problematischen Munitionsnachschubs oft durch ein weiteres Typ 91 Maschinengewehr ersetzt. Einige Mannschaften führten noch ein drittes MG zur Flugabwehr mit. Die Fahrzeuge konnten auch mit Funkgeräten an Stelle der Bugbewaffnung als Kommandofahrzeuge ausgerüstet werden.

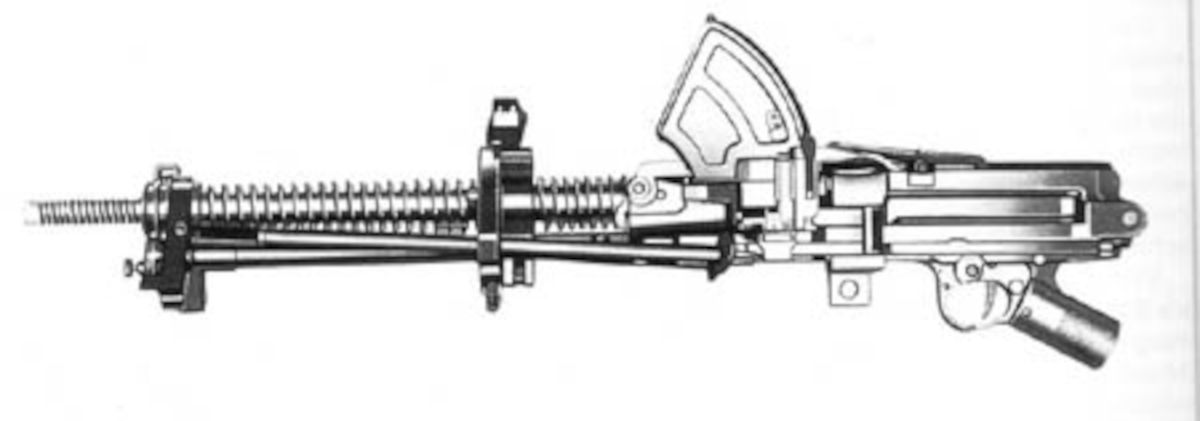
Ausgebautes Typ 91 Panzer-Maschinengewehr mit montiertem Zweibein für den Erdkampf

Von einer Umrüstung auf das Typ 97 7,7-mm-Maschinengewehr als Bewaffnung ist nichts bekannt. Alle bekannten Bilder der Fahrzeuge zeigen ausschließlich das Typ 91 Maschinengewehr.

## Varianten
Es gab 1935 zudem Versuche, die Bewaffnung der Typ 92 Schweren Panzerwagen zu verstärken. Allerdings ließen dies letztlich der vorhandene Platz und die strukturellen Probleme der Panzerung nicht zu. Folgende Waffen sollen für einen Einsatz im Bugerker praktisch getestet worden sein:
- Typ 92 mit experimenteller Typ 94 20-mm-Maschinenkanone
- Typ 92 mit Typ 94 37-mm-Bordkanone

Bildliche Nachweise dazu sind jedoch nicht bekannt.
1933 oder 1934 entwickelte Ishikawajima aus dem Typ 92 Schweren Panzerwagen den Prototyp eines Amphibienpanzers. Außer einem Foto ist dazu aber nichts weiter bekannt.

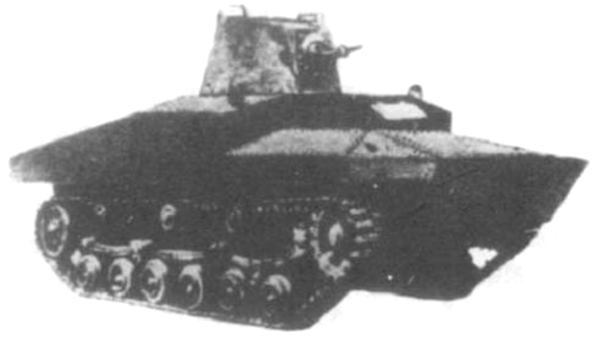
Amphibienversion des Typ 92 Schweren Panzerwagens